# Кэнэли, Стив
Стив Кэнэли (англ. Steve Kanaly, род. 14 марта 1946) — американский актёр. Кэнэли наиболее известен по роли Рэя Креббса в длительном телесериале «Даллас». Он снимался в шоу с 1978 по 1989 год, появившись в общей сложности в 285 эпизодах, а также появился в финале сериала в 1991 году. В 1998 году он повторил свою роль в телефильме-продолжении «Даллас: Война Юингов», а также появился в нескольких эпизодах «Далласа 2012», одноимённого продолжения сериала.
Между съёмками в «Далласе», Кэнэли был приглашённой звездой в таких сериалах как «Ангелы Чарли», «Лодка любви», «Остров фантазий», «Отель» и «Сумеречная зона». После «Далласа» он снялся в недолго просуществовавшем телесериале «Окаванго», а в 1994—1995 годах он снимался в дневной мыльной опере «Все мои дети». На большом экране он появился в фильмах «Меня зовут Никто», «Человек, несущий смерть» и «Мидуэй».
Его  акварельные картины часто являются предметом призов на многих благотворительных мероприятиях.

## Частичная фильмография
- 1972 — Жизнь и времена судьи Роя Бина / The Life and Times of Judge Roy Bean
- 1973 — Диллинджер / Dillinger
- 1973 — Меня зовут Никто / My Name Is Nobody
- 1974 — Шугарлендский экспресс / The Sugarland Express
- 1974 — Человек, несущий смерть / The Terminal Man
- 1975 — Ветер и лев / The Wind And The Lion
- 1976 — Мидуэй / Midway
- 1978 — Большая среда / Big Wednesday
- 1978—1989, 1991 — Даллас / Dallas
- 1991 — Сумасшедшая история / Driving Me Crazy
- 1994 — Тыквоголовый 2 / Pumpkinhead II: Blood Wings
- 1994—1995 — Все мои дети / All My Children
- 1998 — Даллас: Война Юингов / Dallas: War of the Ewings
- 2012—2014 — Даллас / Dallas